# Município de Washington (condado de Morrow, Ohio)
O município de Washington (em inglês: Washington Township) é um município localizado no condado de Morrow no estado estadounidense de Ohio. No ano de 2010 tinha uma população de 1.300 habitantes e uma densidade populacional de 22,46 pessoas por km².

## Geografia
O município de Washington encontra-se localizado nas coordenadas 40° 39′ 35″ N, 82° 50′ 05″ O. Segundo o Departamento do Censo dos Estados Unidos, o município tem uma superfície total de 57.88 km², da qual 57,55 km² correspondem a terra firme e (0,57 %) 0,33 km² é água.

## Demografia
Segundo o censo de 2010, tinha 1.300 habitantes residindo no município de Washington. A densidade populacional era de 22,46 hab./km². Dos 1.300 habitantes, o município de Washington estava composto pelo 98,46 % brancos, o 0,77 % eram afroamericanos, o 0,08 % eram amerindios, o 0,08 % eram asiáticos, o 0,15 % eram de outras raças e o 0,46 % eram de uma mistura de raças. Do total da população o 0,62 % eram hispanos ou latinos de qualquer raça.